# 小行星25670
小行星25670（25670 Densley）是一颗绕太阳运转的小行星，为主小行星带小行星。该小行星于2000年1月发现。

## 轨道参数
小行星25670的轨道半长轴为438 750 635 km，2.9328251 UA，离心率为0.064。